# Boarmia ampla
Boarmia ampla là một loài bướm đêm trong họ Geometridae.